# Atriplex glauca
Arroche glauque
Espèce
L'Arroche glauque (Atriplex glauca) est une espèce de plantes de la famille des Amaranthacées.

## Liste des sous-espèces
Selon GBIF (16 avril 2024) :
- Atriplex glauca subsp. glauca

- Atriplex glauca subsp. ifniensis (Caball.) Rivas Mart. et al.

- Atriplex glauca subsp. mauritanica (Boiss. & Reut.) Dobignard

- Atriplex glauca subsp. palaestina (Boiss.) Dobignard